# Alpha et Oméga (film, 2010)
Vous lisez un « bon article » labellisé en 2012.
Pour l’article homonyme, voir Alpha et oméga (homonymie).
Série Alpha et Oméga
Alpha et Oméga 2 : Une nouvelle aventure
(2013)
Pour plus de détails, voir Fiche technique et Distribution.
Alpha et Oméga (Alpha and Omega ou Alpha and Omega in 3D) est un film d'animation indo-américain réalisé par Anthony Bell et Ben Gluck, sorti en septembre 2010 aux États-Unis. C'est le septième long métrage d'animation des studios de la Crest Animation Productions, six ans après leur précédente production, et c'est le premier film issu de la collaboration entre ces studios et Lionsgate, dans le cadre d'un contrat prévoyant trois longs métrages en images de synthèse. Le film a été entièrement produit dans les studios de Crest Animation Studios en Inde et aux États-Unis sur une période d'un an et demi seulement.
Le film est surtout connu pour être la dernière apparition de l'acteur Dennis Hopper, qui prête sa voix à un des personnages, et qui décède le 29 mai 2010 d'un cancer de la prostate, plus de trois mois avant la sortie en salle aux États-Unis. Le film lui est dédié.
Malgré un accueil critique assez mauvais de la part de la presse, le film obtient un certain succès auprès du public, avec un chiffre d'affaires de plus de cinquante millions de dollars. C'est une victoire pour la Crest Animation Productions, qui remporte le premier succès de son histoire ; il devient aussi le film d'animation le plus rentable qu'ait produit le studio Lionsgate.

## Synopsis

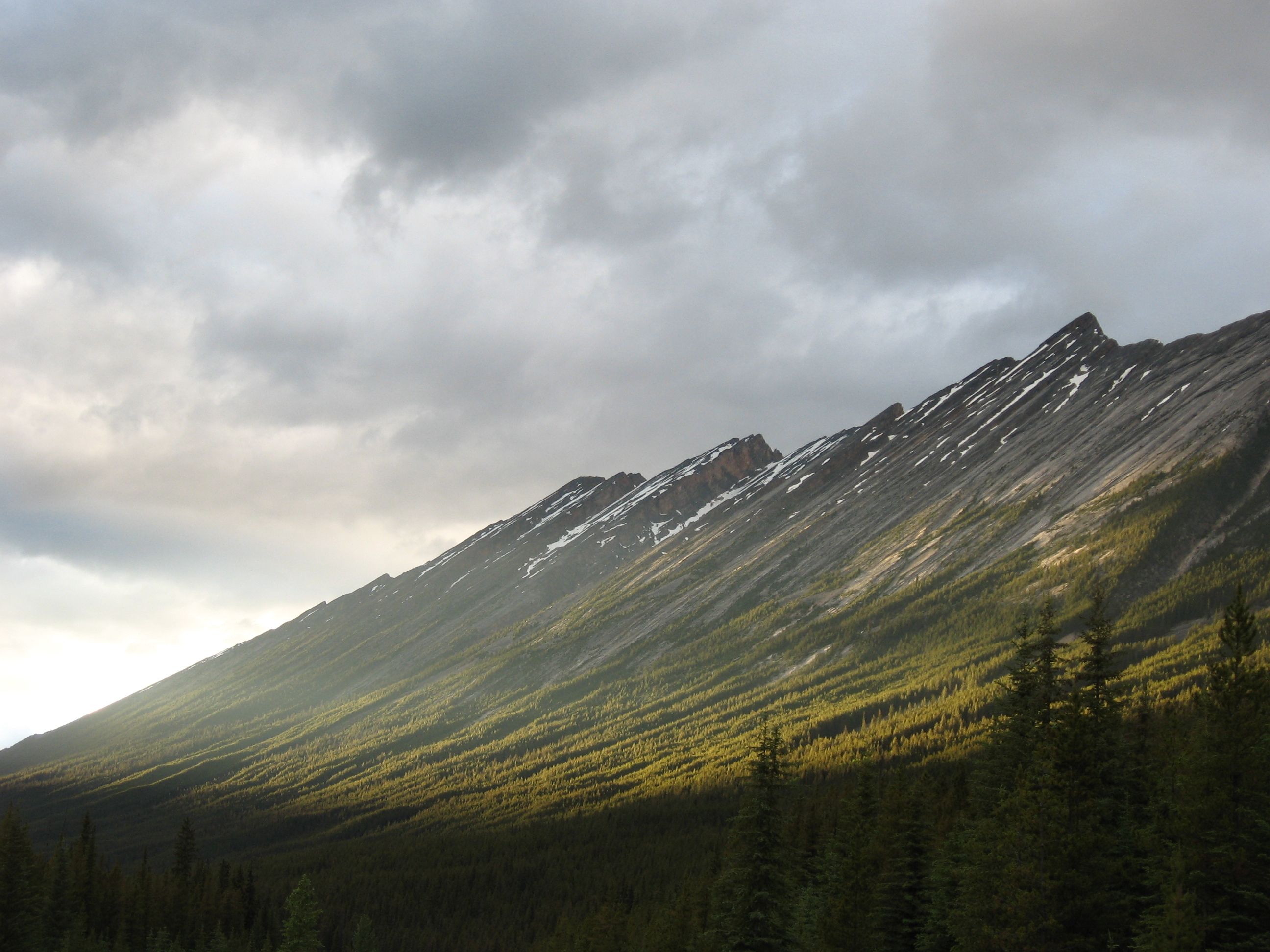
Le parc national de Jasper, dans l'Alberta au Canada, est l'un des principaux lieux de l'intrigue du film.

Dans le parc national de Jasper, au Canada, une cascade sépare les territoires de deux meutes de loups : la meute de l'ouest et celle de l'est. Humphrey et Kate sont deux loups de la même meute, celle de l'ouest, mais sont de classe sociale différente : Kate est une « alpha », membre de la classe dominante d'une meute, car elle est la fille du chef de la meute, Winston, et de sa femme Ève. Elle prend son rôle très au sérieux. Quant à Humphrey, c'est un « oméga », membre de la classe sociale inférieure de la meute, et il passe ses journées à jouer avec ses amis ainsi qu'à préserver la paix. Malgré cette différence de statut, le jeune loup tombe amoureux de Kate.
Une année, à l'approche de l'hiver, Kate s'en va étudier à l'école Alpha et devient une Alpha confirmée. Néanmoins, sa première chasse est un échec, car deux membres de la meute de l'est, en chasse sur le territoire de l'ouest, font s'enfuir les caribous. Tony, le meneur de la meute de l'est, justifie cette attaque par le fait qu'il n'y a plus de caribous sur son territoire. Les deux chefs organisent alors un mariage arrangé entre Kate et le fils de Tony, Garth, pour unir les deux meutes. Kate accepte pour éviter une guerre meurtrière. Elle rencontre Garth au « Hurlement à la lune », qui est un Alpha a priori sans défauts, mais il chante faux : Kate se sauve et tombe sur Humphrey.
Alors que Kate et Humphrey discutent à propos de Garth, tous deux sont endormis par un garde forestier qui les envoie dans l'Idaho. Les deux loups se retrouvent au parc national de Sawtooth où ils rencontrent Marcel, un jars, accompagné par un canard nommé Paddy. Ils apprennent qu'ils ont été transférés dans ce parc pour le repeupler de loups et préserver l'espèce. Marcel et Paddy décident de les aider à rentrer au Parc Jasper.
Pendant ce temps à Jasper, la disparition de Kate accentue les tensions entre les deux meutes. Lilly, la petite sœur de Kate, propose de sortir avec celui-ci jusqu'à ce que Kate revienne. Tony pose un ultimatum à Winston : si Kate n'est pas revenue à la prochaine pleine lune pour le mariage, la meute de l'est envahira la vallée.
Kate et Humphrey tentent de rentrer chez eux à l'arrière d'une camionnette d'un couple d'humains qui se rendent à Jasper. Néanmoins, cela échoue, et ils se retrouvent dans une forêt où Kate tente de traverser un ravin ; mais elle n'arrive pas à passer de l'autre côté, et Humphrey la sauve alors qu'elle est sur le point de se faire emporter par une coulée de boue.

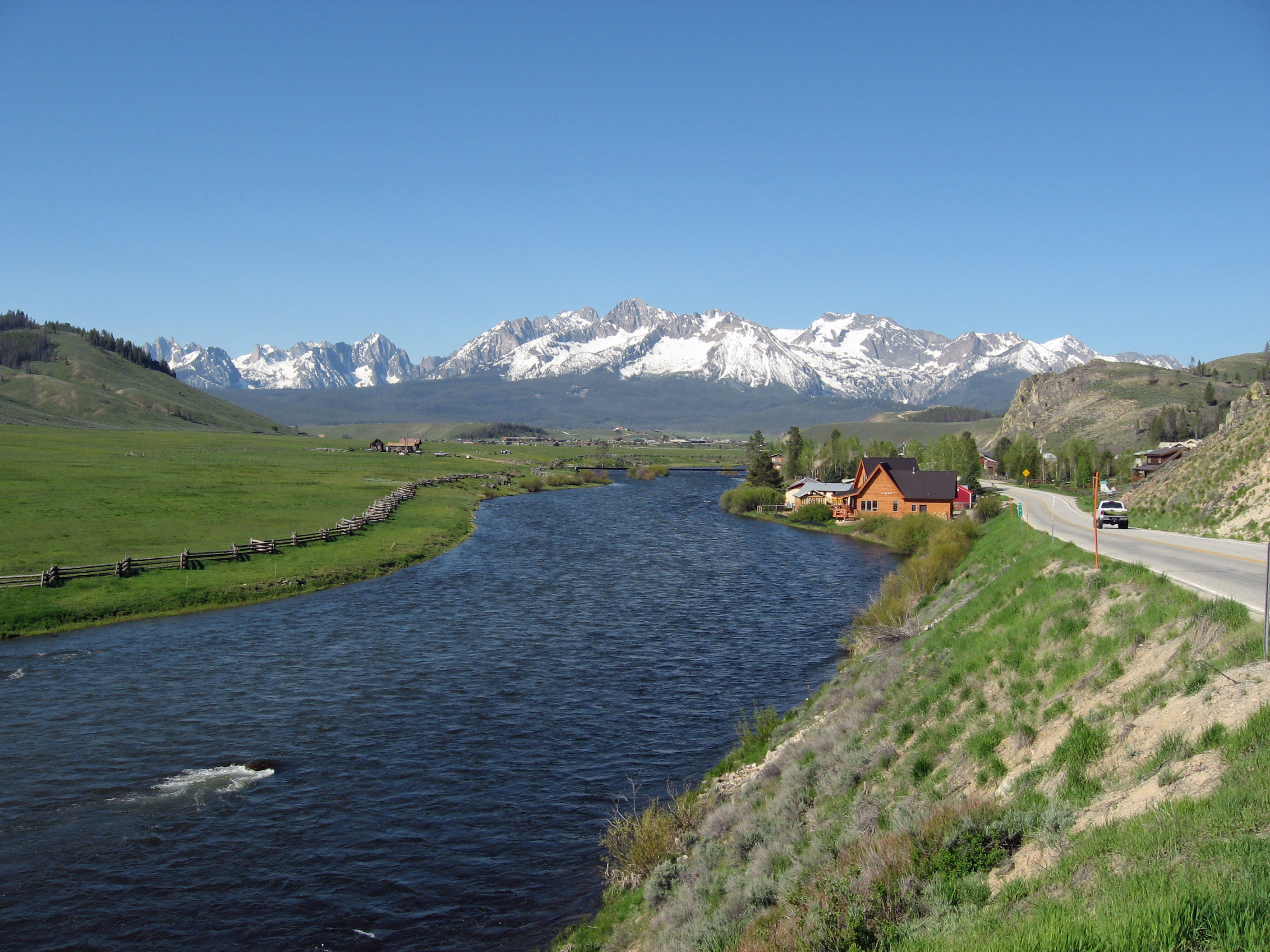
La rivière Salmon et les montagnes Sawtooth, dans l'Idaho, où voyagent les héros du film.

Le lendemain, Marcel et Paddy retrouvent les loups et leur indiquent un moyen de prendre un train qui passe par le Parc Jasper. Ils traversent une montagne enneigée. Humphrey blesse, involontairement, un ours et cela entraîne l'arrivée de trois ours furieux contre les deux loups. Ils glissent sur l'autre flanc de la montagne, toujours pourchassés par un des ours, mais ils arrivent à atterrir dans un des wagons du train au dernier moment.
La nuit, Lilly apprend à chanter à Garth, en lui conseillant de jouer avec son cœur. Au même moment, Humphrey et Kate hurlent à la lune dans le wagon du train. Néanmoins, c'est la pleine lune, et l'ultimatum est arrivé à son terme : les deux clans se préparent à la guerre.
Alors que le train passe par Jasper, Humphrey tente d'avouer ses sentiments à Kate, mais, à la vue des deux meutes se faisant face, elle saute du train avant que le jeune loup n'ait commencé. Les deux loups évitent la guerre et Kate affirme qu'elle se mariera avec Garth pour unir les meutes, ce qui désoriente Humphrey, qui a le cœur brisé, tout comme Lilly.
Le lendemain, Humphrey annonce à Kate qu'il quitte Jasper pour voyager ; la jeune louve trahit une certaine tristesse. Lors de la cérémonie, Kate se ravise au dernier moment et refuse de se marier avec Garth, avouant qu'elle est amoureuse d'Humphrey. Au même moment, celui-ci se rappelle les moments passés avec Kate et décide de rebrousser chemin et Garth annonce à son père qu'il est amoureux de Lilly, ce qui rend la situation très tendue.
Tony ordonne alors à sa meute d'envahir la vallée, provoquant le début d'une guerre. Mais les combats sont arrêtés peu de temps après, car un troupeau de caribous dévale la vallée. Tony et Winston se retrouvent coincés dans le troupeau. Kate et Humphrey se retrouvent et parviennent à sauver les deux chefs de meute. Néanmoins, la jeune louve est frappée violemment par un caribou et Humphrey n'hésite pas à faire barrage de son corps pour éviter qu'elle ne soit piétinée. Après le passage, Kate reste inerte au sol et, pensant qu'elle est morte, l'ensemble des loups hurle un chant funèbre. Mais Kate se réveille, et les deux loups s'avouent leurs sentiments. Tony et Winston décident d'unir les meutes.
Le soir, l'ensemble des personnages chante pour célébrer le mariage de Kate et Humphrey ainsi que celui de Garth et Lilly. Le film se termine sur le duo des deux personnages principaux.

## Personnages

### Personnages principaux
- Humphrey : Humphrey est un loup oméga de la meute de l'ouest. Profitant de la vie, il s'amuse à longueur de journée avec ses trois amis, dévalant les pentes en luge. Il est amoureux de Kate depuis leur enfance mais n'a jamais eu le courage de lui avouer ses sentiments. Il a aussi le rôle de préserver la paix entre les deux meutes et essaye de trouver des solutions aux différents problèmes de la meute, bien souvent avec humour[2],[3].
- Kate : Kate est une louve alpha de la meute de l'ouest, fille du chef de la meute de l'ouest Winston et de sa femme Eve. Son avenir déjà tracé, elle est promise à prendre la succession de son père à la tête de la meute. Disciplinée, sérieuse et athlétique, elle est consciente de sa destinée et n'hésite pas à accepter d'épouser le fils du chef de la meute de l'est pour éviter une guerre meurtrière entre les deux clans[2],[3].
- Winston : chef de la meute de l'ouest, c'est un personnage noble et charismatique. Il est soucieux de la vie de sa meute ainsi que de sa famille, voulant le meilleur pour elle. Il organise avec Tony, un mariage arrangé entre sa fille Kate et le fils de Tony, Garth, pour mettre fin au conflit entre les deux meutes[4].
- Tony : Tony est le chef de la meute de l'est. Diminué physiquement du fait de problèmes de dos, il n'en est pas moins féroce. Sa meute mourant de faim, il n'hésite pas à violer les règles de la meute. Déterminé, il menace d'envahir la vallée au cas où le mariage entre Kate et Garth n'aurait pas lieu.

### Personnages secondaires

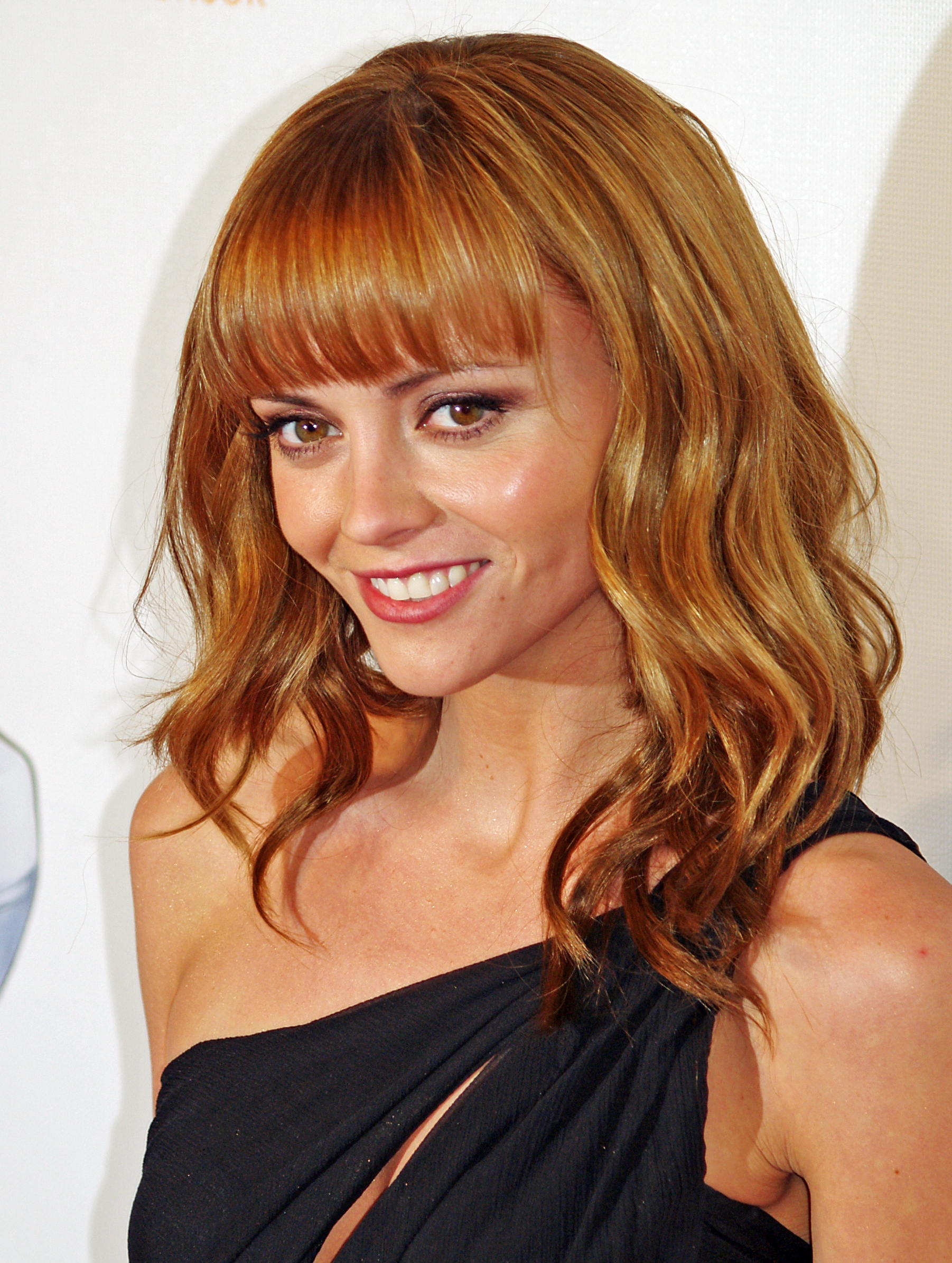
Christina Ricci, la voix du personnage de Lilly, un mois après l'annonce du casting du film.

- Lilly : Lilly est la petite sœur de Kate. C'est une oméga du fait de la couleur blanche de sa fourrure (leucistisme). Son statut lui oblige bien souvent à rester dans l'ombre de sa sœur. Étant amoureuse de Garth, elle passe du temps avec lui après l'enlèvement de Kate[2].
- Garth : fils de Tony, Garth est un athlétique mâle alpha, promis à la tête de la meute de l'est. Néanmoins, il a pour seul défaut de chanter faux. Il accepte de se marier avec Kate pour apaiser les tensions mais lorsque celle-ci est enlevée, il se rapproche de Lilly[2].
- Marcel : c'est un jars québécois, se considérant comme français du fait de sa connaissance de la langue. Grand amateur de golf, il y joue régulièrement, toujours accompagné par son caddy, Paddy[2].
- Paddy : c'est un canard originaire d'Angleterre, caddy de Marcel. Il n'hésite pas à faire face à son ami lorsqu'ils sont en conflit. Il est notamment doté d'un bon sens de l'orientation et d'observation ainsi qu'un goût assez prononcé pour les sucreries[2].
- Ève : femme de Winston et mère de Kate et Lilly, Ève prend son rôle de mère de famille très au sérieux. Elle n'hésite d'ailleurs pas à montrer ses crocs envers quiconque menace sa famille. Néanmoins, elle se laisse bien souvent submerger par l'émotion.
- Hutch : second de la meute de l'ouest et loup de confiance de Winston, Hutch participe à la grande majorité des décisions du chef de la meute.
- Shakey, Salty et Mooch : ce sont les trois meilleurs amis d'Humphrey. Ils sont tous des omégas et passent leurs journées à s'amuser et à résoudre les conflits au sein de la meute. Soucieux d'Humphrey, ils essayent de le convaincre de se détourner de Kate, du fait des lois de la meute.
- Can-do (ou Candu) : loup de la meute de l'ouest. Il subit une attaque de la meute de l'est, précipitant l'organisation du mariage.

## Fiche technique
- Titre : Alpha et Oméga
- Titre original : Alpha and Omega
- Réalisation : Anthony Bell et Ben Gluck
- Scénario : Steve Moore, Chris Denk et Ben Gluck d'après une idée originale de Steve Moore
- Casting : Bernie Van de Yacht
- Société de distribution : Lionsgate (États-Unis) / Metropolitan Filmexport (France)
- Musique :
  - Composition musicale : Chris Bacon
  - Supervision musicale : Jay Faires et Tracy McKnight
- Production :
  - Producteurs : Richard Rich, Ken Katsumoto et Steve Moore
  - Producteurs exécutifs : Noah Fogelson, Max Madhavan et Michael Paseornek
  - Producteur associé / Superviseur de la 3D stéréoscopique : Timothy Yoo
  - Producteur délégué : Priyank Raj et Vinod Sawant
  - Exécutif chargé de la production : Susan Gelb (Burbank) et Vijay Paranjpe (Bombay)
  - Managers de production : Helena Collins-Liuag, Rebecca Palatnik et Daniel Engelhardt
- Conception graphique :
  - Direction artistique : Donald A. Towns
  - Directeur créatif, chef de projet : Mehul Hirani
  - Superviseur Arrière-plan : Dilip Rathod
  - Superviseur lumière : Kedar Khot
  - Superviseur effets : Chinnadurai Jaykumar
  - Superviseur décors : Rupal Mistry et Pradeep Patel
  - Assistant superviseur arrière-plan : Shriram Prabhu
- Animation :
  - Superviseur animation : Satish Thokade
  - Superviseur modelage : Medhu Nair
  - Superviseur texture : Rahul Dasgupta
  - Superviseur des personnages et des mouvements : Aaron Thomas
  - Superviseur composition : Vinod Shetty
  - Superviseur interprétation : Chinnappa Murali
  - Superviseur fourrure et poils : Dibyalochan Choudary
- Informatique et technologie :
  - Superviseur programme : Pramod Patel
  - Superviseur technologie : Shajy Thomas
- Durée : 89 minutes
- Classification :
  - États-Unis : PG (Accord parentale souhaitable) du fait d'un « humour grossier et de quelques actions indécentes »[5]
  - France : Tous publics[6]
- Dates de sortie :
  - Canada / États-Unis :  17 septembre 2010
  - France :  20 octobre 2010
  - Belgique : 27 octobre 2010
- Dates de sortie DVD :
  - États-Unis :  11 janvier 2011
  - France :  22 février 2011

Sauf mention contraire, les informations proviennent des sources suivantes : Lionsgate et l'Internet Movie Database

## Distribution

### Voix originales
- Justin Long : Humphrey
- Hayden Panettiere : Kate
- Dennis Hopper : Tony
- Danny Glover : Winston
- Larry Miller : Marcel
- Christina Ricci : Lilly
- Bitsie Tulloch : Sweets
- Eric Price : Paddy / Mooch
- Vicki Lewis : Eve
- Chris Carmack : Garth
- Kevin Sussman : Shakey
- Brian Donovan : Salty
- Maya Feltheimer : L'ourson
- Christine Lakin : Reba
- Marilyn Tokuda : Claws / Janice
- Eric Lopez : Can-do
- Paul Nakauchi : Hutch
- Mela Lee : Candy
- Nika Futterman : Porc-épic
- Fred Tatasciore : Garn
- Mindy Sterling : Debbie
- Steve Vinovich : Ranger du parc
- Marcelo Tubert : Max
- Toby Huss : Employé de l'aire de repos
- Jason Ortenberg : Écureuil #1
- Andrew Ortenberg : Écureuil #2

Sauf mention contraire, les informations proviennent des sources suivantes : Lionsgate et l'Internet Movie Database

### Voix françaises
- Pierre Tessier : Humphrey
- Kelly Marot : Kate
- Richard Darbois : Winston
- Bernard Tiphaine : Tony
- Déborah Perret : Eve
- Michel Mella : Marcel
- Bernard Alane: Paddy
- Denis Laustriat : Garth
- Marie-Eugénie Maréchal : Lilly
- Guillaume Lebon : Shakey
- Thierry Ragueneau : Salty
- Mathieu Buscatto : Hutch
- Thierry d'Armor : Can-do

Sauf mention contraire, les informations proviennent des sources suivantes : Fiches du cinéma et RS Doublage

### Voix québécoises
- Hugolin Chevrette-Landesque : Humphrey
- Aurélie Morgane : Kate
- Eloisa Cervantes : Lilly
- Patrick Chouinard : Winston
- Jacques Lavallée : Tony
- Mélanie Laberge : Ève
- Benoit Éthier : Salty
- François Sasseville : Paddy
- Frédéric Paquet : Mooch
- Bernard Fortin : Shakey
- Philippe Martin : Garth
- Denis Mercier : Marcel

Sauf mention contraire, les informations proviennent de la source suivante : Doublage.Cq.Ca

## Production

### Genèse
En 1994, le studio de production Rich Animation Studios réalise son premier film après sa fondation par Richard Rich qui réussit son pari, dix ans après son départ des studios Disney. Le 18 novembre 1994, Le Cygne et la Princesse sort sur les écrans américains. Néanmoins, malgré un budget de trente-cinq millions de dollars, le film n'en rapporte que neuf millions et reçoit beaucoup de critiques négatives,. Quelques années plus tard, deux suites sortent directement en cassette vidéo et il faut attendre 1999 pour la sortie au cinéma du second long métrage du studio, Le Roi et moi. Mais c'est un échec pour les studios qui perdent avec ce film plus de douze millions de dollars.
Après ce film, le studio de Rich est racheté par les Crest Animation Studios, un studio d'animation indien fondé en 1990 et change de nom par la même occasion. Il est renommé RichCrest Animation Studios. Rich avait toutefois fait appel aux services de Pentamedia Graphics, autre studio indien d'animation et concurrent de Crest, pour le film Le Roi et moi.
En 2001, les studios, renommés, sortent La Trompette magique. Le film ne sort que dans quelques salles aux États-Unis ce qui explique son très mauvais score au box-office, notamment provoqué par la sortie du film Shrek quelques semaines avant le film de Richard Rich. C'est un nouveau coup dur pour le studio qui n'arrive pas à décoller. Malgré un nouveau film, Muhammad: The Last Prophet, qui sort dans quelques salles aux États-Unis en 2004, le studio n'arrive toujours pas à trouver son premier succès.
Au mois d'août 2005, un accord est signé entre la société de production Lionsgate et RichCrest en vue du cofinancement et de la coproduction de trois films d'animation en 3D. En effet, les deux organismes annoncent trois projets en cours dont le premier doit être une adaptation du livre pour enfants, Sylvester and the Magic Pebble. Mais même si ce projet est encore d'actualité début 2007, il ne voit finalement jamais le jour. La nature des deux autres projets n'est pas précisée, mais ils sont en cours de production en 2005.
En avril 2008, les deux organismes LionsGate et Crest annoncent le début du projet Alpha et Oméga, précisant au passage le nom des réalisateurs ainsi que le casting des voix des personnages principaux avec Justin Long, Hayden Panettiere ou encore Christina Ricci,. La production se fait dans les bureaux de la Crest à Burbank et Los Angeles et on prévoit la sortie du film pour 2010.

### Scénario

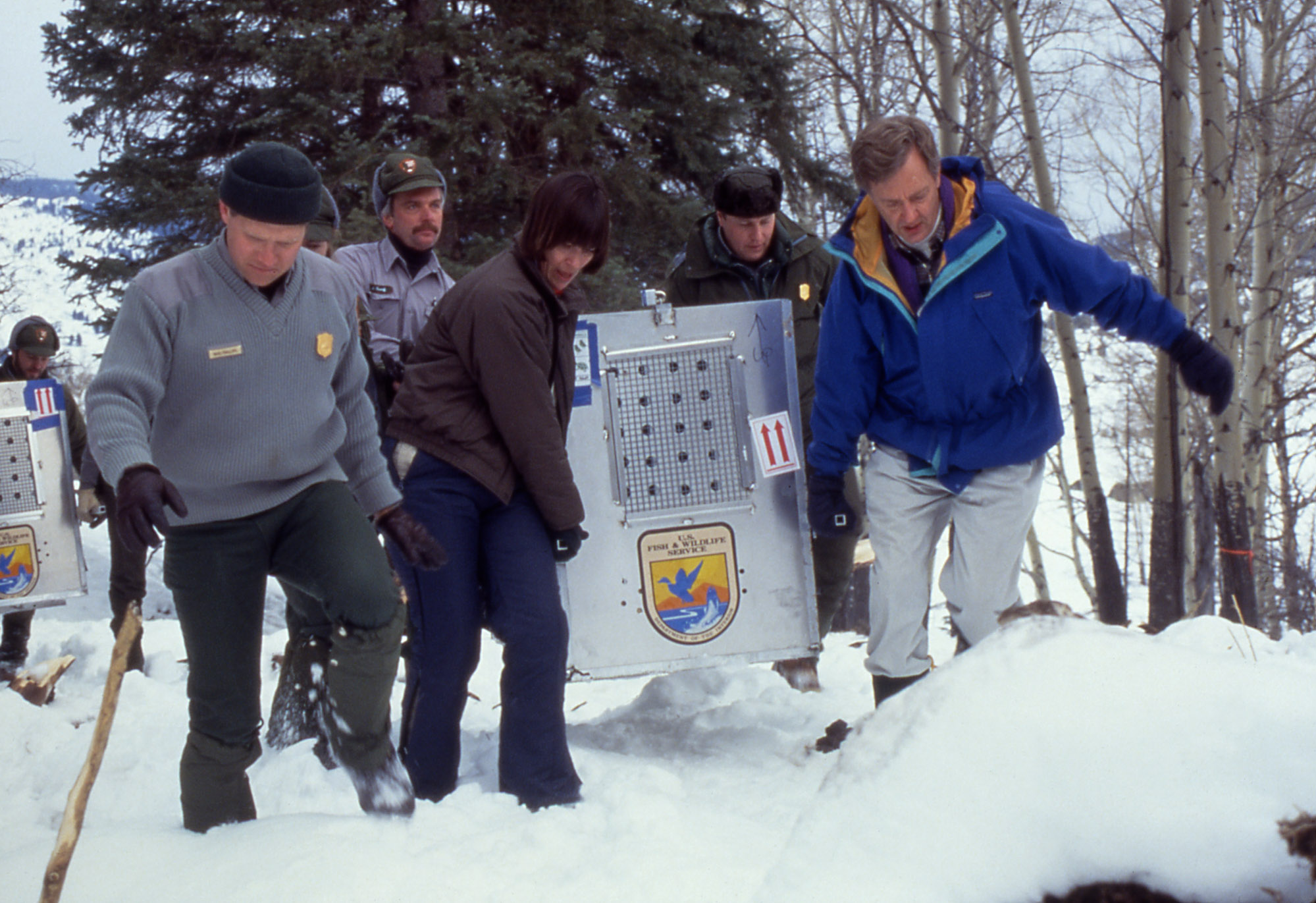
Des loups réintroduits sont amenés vers leur enclos d'acclimatation au parc national de Yellowstone, en janvier 1995. La réintroduction du loup est l'idée de départ du film.

Un jour, Steve Moore, habitant dans l'Idaho, lit un article sur le dixième anniversaire du programme de réintroduction du loup, programme de transfert de loups dans le but de reproduire l'espèce,. Il se pose la question de savoir ce qui se passerait si ces deux loups ne s'aimaient pas. Il fait des recherches sur les premières expériences concernant le transfert de loups du Canada vers l'Idaho, et en observant les allées et venues d'un des animaux, imagine que celui-ci tente de rentrer au Canada. Après Les Rebelles de la Forêt, film tiré d'une idée originale de Moore, il commence la rédaction du scénario. Très vite, l'idée de biologistes capturant deux loups qui se haïssent germe dans son scénario. Il propose ce scénario à LionsGate, qui vient de signer un accord de coproduction pour trois films d'animation en 3D avec la Crest Animation Productions, et la rédaction du scénario du film est confiée à Moore et Chris Denk.
Le choix du nom des personnages principaux est une référence à Katharine Hepburn et Humphrey Bogart, les deux acteurs du film L'Odyssée de l'African Queen, qui reprend le concept de personnages totalement opposés,. Les scénaristes conservent comme lieux de l'action le Canada et l'Idaho, les mêmes que dans l'article de presse qu'avait lu Moore. Le producteur Richard Rich avoue que l'équipe a consacré beaucoup de temps à la rédaction du script. Selon lui, le film devait avoir des bases solides.
Lors du doublage du dessin animé, les acteurs Larry Miller et Eric Price, qui doublent les voix des personnages de Marcel et Paddy, commencent à improviser les dialogues des deux personnages. Cela plaît aux scénaristes qui réécrivent les dialogues pour ces personnages en se basant sur les idées des deux acteurs.

### Choix techniques
Une fois le scénario achevé, Lionsgate met un certain temps avant de trouver les réalisateurs ainsi que quelques membres de l'équipe technique. Le choix se porte finalement sur un duo de réalisateurs, Ben Gluck et Anthony Bell. Le premier est connu pour ses travaux au sein de Disney : il a notamment réalisé Frère des ours 2 et scénarisé Numéro 9. Bell occupe pour la première fois le poste de réalisateur pour un film, mais l'univers du dessin animé ne lui est pas inconnu : il a participé aux séries Les Simpson et Les Razmoket.
Lors de la première lecture du scénario, Gluck accepte de réaliser le film du fait de la présence de valeurs chères à ses yeux, telles que la famille ou encore le surpassement des frontières sociales,. Bell avoue qu'il a été attiré par le film du fait de son émotion. Les deux réalisateurs décident de diviser le film en deux, travaillant chacun sur différents aspects ; cependant, le duo travaille en tandem sur la finalité du film.
Le PDG du bureau indien de Crest Animation Productions, et producteur exécutif du film, A.K. Madhavan déclarera lors du Festival international du film d'animation d'Annecy 2011 que le film avait disposé d'un budget de vingt-deux millions de dollars, qu'il jugea « très confortable pour produire une animation riche et de qualité ».
La production du film a nécessité la création de programmes informatiques pour un style d'animation bien défini puisque les deux réalisateurs refusent le modèle de mappage de texture. L'utilisation du système de 3D stéréoscopique, utilisé en grande majorité dans les films d'animation, a été limité. En effet, les deux réalisateurs, voulant utiliser cet outil d'une nouvelle manière, adoptèrent un style pictural,. Les deux réalisateurs ont travaillé depuis le bureau de la Crest à Burbank où ils recevaient les travaux des animateurs, basés en Inde. Gluck et Bell se sont d'ailleurs filmé dans la peau des personnages, pour certaines scènes, pour définir aux animateurs le style à adopter.

### Musique
La composition de la musique du film est confiée à Chris Bacon, connu pour avoir réalisé la musique de l'animation Les Chimpanzés de l'espace. Deux chansons dans ce film sont écrites par John Frizzell et Gabriel Mann, qui ont déjà travaillé ensemble pour les films Le Vaisseau de l'angoisse ainsi que 35 heures, c'est déjà trop. Les deux chansons sont Me and you, ainsi que On the loose (again) que Mann interprète toutes les deux dans le film.
La bande originale officielle sort le 14 septembre 2010, soit trois jours avant la sortie du film en salle, sous les labels Arranged Records et Lions Gate Records,. Néanmoins, elle n'est disponible que sur certaines plateformes de téléchargement

## Accueil

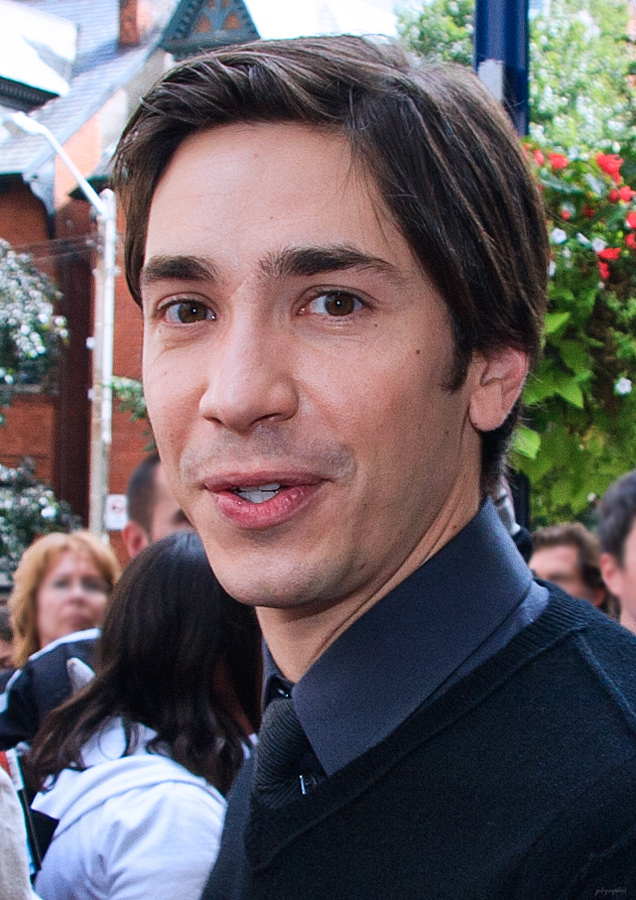
Justin Long, une semaine avant la sortie du film, lors du Festival international du film de Toronto.

Le film est diffusé dans 2 625 salles de cinéma américaines grâce à la distribution de Lionsgate lors de sa sortie officielle,. Lors de la première journée, le film récolte plus de deux millions de dollars et le lendemain, quatre millions de dollars viennent s'ajouter aux chiffres ; en trois jours le film rapporte plus de neuf millions de dollars, se classant cinquième du box-office américain pour cette première semaine.
Aux États-Unis, le film va être diffusé durant soixante-dix-sept jours et va récolter vingt-cinq millions de dollars. Le film sort, quant à lui en France, le 20 octobre dans 394 salles, soit le deuxième plus gros film de la semaine après Les Petits Mouchoirs. La première journée est moyenne avec 14 642 spectateurs, et le film se classe huitième au box-office français pour cette première semaine, derrière deux autres films d'animation à savoir Arthur 3 : La Guerre des deux mondes et Moi, moche et méchant,. La semaine suivante, le film voit son chiffre progresser à 202 812 spectateurs après deux semaines, se positionnant à la dixième place du box-office dans l'hexagone. Plus tard, le film reste encore trois semaines à l'écran avant d'être déprogrammé après cinq semaines dans les salles. Au total, le dessin animé attire 446 679 spectateurs sur tout le territoire et rapporte, en France, 894 619 dollars (environ 700 000 euros) après la première semaine d'exploitation.
Néanmoins, le film est mal noté par la critique. D'abord, Rotten Tomatoes, une des principales critiques cinématographique, qualifie le film de « prévisible » et d'« avorton de la litière des films d'animation en 2010 ». Scott Bowles du quotidien USA Today utilise des mots durs en déclarant qu'« Alpha et Oméga est l'une de ces raretés dans le film d'animation d'Hollywood qu'on qualifie de mauvaise ». De nombreuses critiques fustigent un « humour grossier » ou encore d'aborder, secrètement, le thème de l'accouplement,. Le site Metacritic, spécialisé dans le regroupement de critique de films et de jeux vidéo, affiche la moyenne de 36⁄100. En France, Le Monde reproche au film un « manque d'imagination et de sincérité » ou encore d'emprunter certaines scènes d'autres films d'animations. Laurent Djian, de Studio Ciné Live, qualifie le film d'« histoire rebattue », et montre du doigt une mauvaise exploitation de la 3D relief alors que Première et son critique Christophe Narbonne, définissent une « intrigue parfaitement crétine ». Lors de son passage à la télévision, Télécâble Sat Hebdo n'est pas vraiment convaincu, déclarant que « les vrais bons moments sont rares dans ce film aussi formaté que prévisible. L'histoire a un goût de déjà-vu »,.
| Pays        | Box office (en dollars)    | Nombre de semaines, |
| ----------- | -------------------------- | ------------------- |
| Monde       | 50 507 267                 | —                   |
| États-Unis  | 25 107 267                 | 11                  |
| France      | 894 619 (première semaine) | 4                   |
| Royaume-Uni | 4 770 519                  | 8                   |
| Belgique    | 286 913                    | 7                   |

Malgré beaucoup de critiques négatives, l'avis n'est pas unanime. Linda Cook du Quad City Times salue la musique du film, les décors de la nature ainsi que des personnages « agréables » alors qu'Avi Offer, du New York City Guru, déclare que « Les coscénaristes Chris Denk et Steve Moore combinent action et aventure, drame et comique, d'une façon qui amusera tous les âges ». Enfin, Andrew Barker, du Variety, voit dans le film un certain charme et le qualifie d'« agréablement ambitieux » malgré une qualité inférieure de l'animation et de la 3D. Même si Julie Decottignies, du site internet Excessif.com, traitant de l'actualité de la télévision et du cinéma en France, reste sur son idée du film « sympathique mais fort dispensable », elle reconnait « des personnages secondaires délicieux » ainsi qu'« un humour occasionnellement burlesque qui rattrape le tout ».
Au Royaume-Uni, Peter Bradshaw du Guardian écrit que le film est « une agréable comédie familiale peu exigeante et assez décente » mais Bradshaw indique que, pour lui, le film est un « remaniement de dizaines de films vu avant » comme Le Roi lion. Chris Tookey du Daily Mail va beaucoup plus loin en critiquant le scénario du film qu'il considère comme « un mélange de burlesque et de sentiments boiteux » avant de conclure que « c'est un triste commentaire sur la trajectoire de carrière de Dennis Hopper dans son dernier rôle avec ce film, sûrement l'antithèse de son travail sur Easy Rider ». Quant à Mark Adams, du Daily Mirror, il annonce que le film est « modestement divertissant et permet de garder les plus jeunes amusés ».

## Distinctions
En 2011, le film est nommé aux Artios Award, cérémonie récompensant les meilleurs castings de films, séries et pièces de théâtre, dans la catégorie du « Casting exceptionnel pour un film d'animation ». Le casting du film est réalisé par Bernie Van de Yacht. Cependant, le film ne remporte pas la récompense, finalement décernée à Kevin Reher et Nathalie Lion pour Toy Story 3.
Le film est nommé dans la première liste de l'Academy of Motion Picture Arts and Sciences pour l'Oscar du meilleur film d'animation de la 83e cérémonie des Oscars avec quatorze autres films. Finalement, il n'est pas retenu parmi les trois nommés et la statuette est remportée par Toy Story 3,. Néanmoins, le film est devenu le premier d'origine indienne à concourir pour un Oscar.
| Cérémonie                | Catégorie                                                                                              | Résultat       |
| ------------------------ | --- | -------------- |
| Artios Award 2011        | Casting exceptionnel pour un film d'animation (Outstanding Achievement in Casting - Animation Feature) | Nomination     |
| 83e cérémonie des Oscars | Oscar du meilleur film d'animation (Academy Award for Best Animated Feature)                           | Première liste |

## Autour du film

### Dernier film de Dennis Hopper
Dennis Hopper s'est fait connaître du monde du cinéma en 1969 lorsqu'il réalise, écrit et joue le rôle de Billy dans Easy Rider aux côtés de Peter Fonda et Jack Nicholson. Ce film est un immense succès aussi bien critique que commercial, et l'un des signes de l'arrivée du Nouvel Hollywood, courant de films qui n'hésitent pas à aborder des thèmes choquants de l'époque.
Après ce long-métrage, Hopper se lance dans la réalisation mais ses films sont des échecs. Il commence d'ailleurs une dépendance à la drogue et à l'alcool. Parallèlement, il se diversifie, notamment dans le domaine de la photographie. En tant qu'acteur, Hopper devient un incontournable d'Hollywood, notamment grâce à ses rôles dans Blue Velvet, Le Grand Défi ou encore Speed.

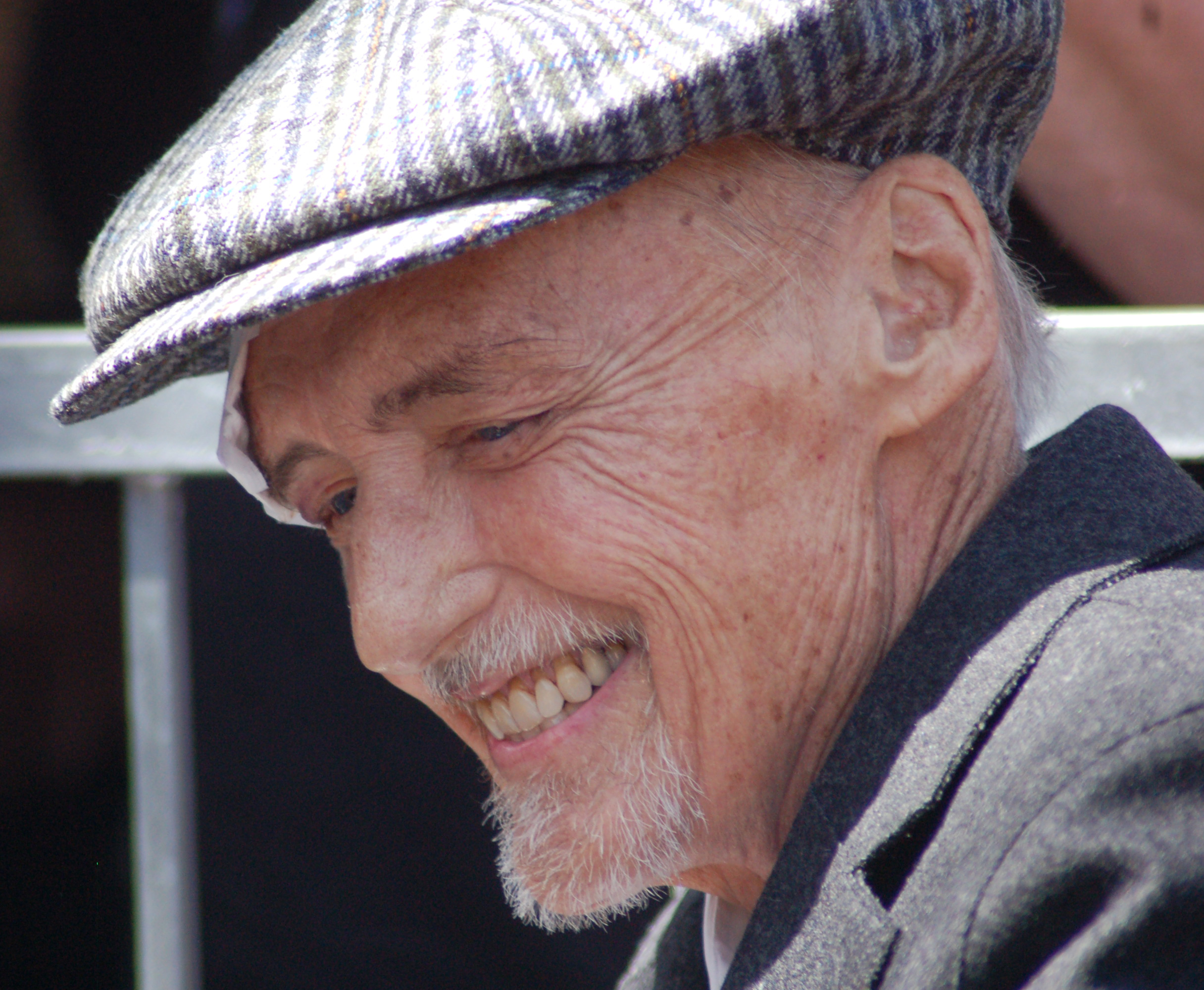
Dennis Hopper, affaibli par la maladie, joue son dernier rôle au cinéma dans Alpha et Oméga.

Le nom de Dennis Hopper est cité dans le casting du film le jour de l'officialisation du début de production du long-métrage, juste après la sortie de son dernier film Sleepwalking. Il fait une apparition remarquée dans le film Lovers aux côtés de Penélope Cruz et tourne ensuite Swing Vote : La Voix du cœur ou encore Rendez-vous à Palerme, jouant aussi à la télévision dans la série Crash sur la chaîne Starz. C'est en 2009 que l'acteur voit sa santé décliner. Le 28 septembre 2009, il est emmené en urgence dans un hôpital de Manhattan à cause de symptômes grippaux et de maux d'estomac. Un mois plus tard, son agent, Sam Maydew, annonce qu'un cancer de la prostate a été diagnostiqué et que tous les projets en cours sont annulés pour que Hopper puisse suivre un traitement,.
Au moment où cette nouvelle est annoncée, Dennis vient tout juste de terminer le doublage du personnage de Tony pour Alpha et Oméga. L'état de santé de l'acteur se dégrade fortement au début de l'année 2010, et il doit supporter une procédure de divorce difficile,. Les médecins de l'université de Californie du Sud déclarent que Dennis Hopper est entré en phase terminale de son cancer et qu'ils ne peuvent plus le soigner, ne pouvant pas utiliser la chimiothérapie dans ce cas-là.
Diminué, Dennis Hopper reçoit son étoile sur le Hollywood Walk of Fame le 26 mars 2010, et devient la 2403e personnalité à recevoir cet honneur, en la présence de quelques-uns de ses amis de la profession comme Jack Nicholson et Viggo Mortensen. Apparaissant amaigri et affaibli, Hopper remercie tous ceux qui ont enrichi sa vie, déclarant : « Ils m'ont fait découvrir un monde que je n'aurais jamais vu si j'avais été un garçon de ferme de Dodge City, dans le Kansas, et ils m'ont enseigné des choses que je n'aurais jamais apprises ».
Le 29 mai 2010, Dennis Hopper est retrouvé mort dans sa villa, sur la zone côtière de Los Angeles, par sa famille et des amis. Il succombe à des complications causées par son cancer de la prostate à l'âge de soixante-quatorze ans,. Il est enterré trois jours plus tard, lors d'une cérémonie émouvante, à Taos au Nouveau-Mexique, où de nombreux artistes sont présents.

### Festivals et télévision
Le film sort, sur le support DVD et Disque Blu-ray, le 11 janvier 2011 aux États-Unis et le 22 février en France,. Aux États-Unis, le film se classe deuxième meilleur vente DVD de la semaine lors de sa sortie, s'écoulant à plus de 174 000 exemplaires et une recette de trois millions de dollars, juste derrière The Social Network. Le film reste encore une semaine dans le Top 10 des ventes avant de chuter progressivement dans le classement. Le journaliste C.S. Strowbridge écrit que « Alpha et Oméga a manqué le Top 5 lors de sa sortie en salle » mais que cette performance au classement des DVD était « un bon début » pour un « film pour enfant de seconde zone ». Après quelques semaines, le film récolte onze millions de dollars sur les ventes de DVD et figure à la 99e place des meilleures ventes de DVD de l'année 2011,
Après son passage sur les écrans, Alpha et Oméga participe à des festivals de film. Le film est d'abord présenté lors de la 27e édition du Festival international du film d'amour de Mons dans la catégorie « Séances Pédagogiques », ayant pour but de faire découvrir le cinéma du genre au jeune public. Plus tard dans l'année 2011, le film est présenté « Hors-Compétition » lors du 5e Festival du film de Vukovar, en Hongrie, le 25 août dans le cadre des Matinees (Matinées en anglais), séances pour le jeune public,.
Le 8 octobre 2011, le film est diffusé pour la première fois à la télévision française sur la chaîne du Groupe Canal+, Canal+ Family,, qui sur la période septembre 2011 et février 2012 enregistre le score de 0,6 % de part d'audience. Le film est diffusé douze fois sur les chaînes du groupe Canal en octobre 2011 et une seule fois en novembre 2011, ce qui sera sa dernière diffusion sur une des antennes du groupe. Lorsque le magazine Plus d'octobre 2011 annonce la diffusion d'Alpha et Oméga, les journalistes se trompent et mettent les voix des comédiens québécois, à savoir Hugolin Chevrette-Landesque et Aurélie Morgane, au lieu de mettre le nom des comédiens français, Pierre Tessier et Kelly Marot.
Le 12 avril 2016, le métrage est diffusé en première partie de soirée par la chaîne Gulli, disponible sur la TNT gratuite en France, et réalise un score de 470 000 téléspectateurs pour 1,9 % des parts d'audience.

### Produits dérivés
Le 1er août 2010, la maison d'édition Scholastic publie deux livres retraçant l'histoire du film. Le premier est baptisé Alpha and Omega: The Junior Novel écrit par Aaron Rosenberg et un des scénaristes du film, Chris Denk. Le livre fait office de script, reprenant certaines répliques du film. Le second est plus petit et intitulé Alpha and Omega: Kate and Humphrey's Big Adventure / All About Wolves, écrit par Rebecca McCarthy, reprenant les grandes lignes de l'histoire et expliquant le mode de vie du loup aux enfants,.
Les studios Storm City Games sortent le 14 septembre 2010, un jeu vidéo du film sur le support Nintendo DS,. Le jeu propose de revivre le scénario du film à travers des mini-jeux tels qu'un parcours de golf avec le personnage de Marcel, la course en luge ou le chant du loup. Peu de médias pratiquent un test du jeu et à cause de cela, le site web Metacritic est incapable de donner une moyenne. Worth Player définit le jeu comme « étonnamment bon » mais Inintendo n'est pas du même avis, reprochant une « répétition constante de mini-jeux », « qui monte en difficulté de façon très rapide », concluant sur le fait qu'« Alpha et Oméga est un mauvais jeu de film » et la note de 48⁄100. Il faut attendre le 21 janvier 2011 pour que le jeu vidéo soit disponible, sur le même support, en Europe.

## Suites
À la fin du mois de mars 2013, Lionsgate publie, dans son rapport annuel, que trois suites du film sont en cours de production. Elles sont prévues pour juillet 2013, décembre 2013 et juillet 2014, au format vidéo. Il faut attendre le 8 octobre 2013, la sortie d'Alpha et Oméga 2 : une nouvelle aventure, qui est accueilli de manière très mitigé. Dans les bonus du DVD, le réalisateur Richard Rich confirme que deux autres suites sont en préparation, dévoilant l'intrigue de ses prochaines réalisations. D'abord prévu pour le 18 mars 2014, la deuxième suite, Alpha et Oméga 3 : Les grands jeux des loups, sort le 25 mars 2014 aux États-Unis en vidéo à la demande et copie digitale, ainsi qu'en DVD exclusivement chez Walmart,.
En janvier 2014, le distributeur PGS Entertainment achète les droits de la franchise Alpha et Oméga pour sa distribution internationale, en dehors des États-Unis, du Canada ainsi que du Royaume-Uni. Quatre films sont compris dans cet accord dont les deux suites ainsi que deux autres films, à savoir Alpha and Omega : The Legend of the Saw-Toothed Cave pour la période d'Halloween 2014 et Alpha and Omega: Family Vacation pour le printemps 2015.
La troisième suite, Alpha et Oméga 4 : La légende de la caverne hantée, sort le  23 septembre 2014 dans le même format que la précédente. Le 8 avril 2015, alors qu'une quatrième suite est prévue pour le mois août 2015, un partenariat est annoncé entre Lionsgate et le studio d'animation Splash Entertainment (en) pour la production de trois nouvelles suites de la série dont la première sortira au début de l'année 2016. Le quatrième épisode, Alpha et Omega 5 : Vacances en famille sort, aux États-Unis, le 4 août 2015. Le même jour, les deux premières suites sortent en France, distribuées par Universal Pictures,. Les quatrième et cinquième volets sont mis en vente à partir du 6 octobre 2015,.
Splash annonce, dans le courant de ces sorties, le nom des trois suites sur lesquelles elle travaille, à savoir Alpha and Omega: The Big Fureeze, Alpha and Omega: Dinosaur Digs et Alpha and Omega: Journey to Bear Kingdom.

## Titres en différentes langues
- Allemand : Alpha und Omega
- Anglais : Alpha and Omega
- Arabe : ألفا وأوميجا (ʾālfā wʾāmyǧā)
- Chinois : 野狼历险记 (simplifié) / 野狼歷險記 (traditionnel) (Yěláng lì xiǎnjì)
- Coréen : 알파앤 오메가 (Alpaen Omega)
- Espéranto : Alfo kaj Omego
- Finnois : Alfa ja Omega
- Géorgien : ალფა და ომეგა (Alp'a da Omega)
- Grec : (G)lykakia
- Hébreu : אלפא  ואומגה
- Hongrois : Alfa és Omega
- Italien : Alfa & Omega
- Japonais : アルファとオメガ (Arufa to Omega)
- Norvégien : Alfa og Omega
- Persan : آلفا و امگا
- Polonais : Zakochany wilczek
- Portugais : Alpha & Omega (Portugal) / A Lady e o Lobo - O Bicho tá Solto (Brésil)
- Russe : Альфа и Омега: Клыкастая братва (Al'fa i Omega Klykastaia bratva)
- Slovaque : Alfa a Omega: Volanie divociny
- Suédois : Alpha och Omega
- Tchèque : Alfa a Omega
- Turc : Alfa ve Omega - Eve dönüs macerasi